# Douze travaux de l’éléphant d’Afrique
Les douze travaux de l'éléphant d'Afrique sont une série de grands travaux lancés en Côte d'Ivoire en 1996 par le ministre Tidjane Thiam].
Ces travaux font écho aux dragons asiatiques et aux lions d'Afrique.
Ces douze travaux comprennent : 
1. L'autoroute à péage Abidjan-Yakro
2. Le Pont Henri-Konan-Bédié (ex pont pont Riviera-Marcory)[3]
3. L'autoroute Abidjan-Bassam
4. Le pont Philippe-Yacé (ex pont de Jacqueville)
5. La modernisation de l'Aéroport international Félix-Houphouët-Boigny
6. Le stade Alassane Ouattara (ou stade olympique de Yopougon)
7. L'abattoir Anyama
8. La centrale thermique d'Azito
9. Le pont Yopougon-Adjamé
10. le parc des expositions de Port-Bouet
11. l'extension du port d'Abidjan
12. le métro d'Abidjan